# Seznam najbogatejših Slovencev
Seznam najbogatejših Slovencev, ki so se uvrstili na Managerjevo lestvico najbogatejših.
Ime, podjetje - premoženje
1. Mirko Tuš, Engrotuš - 992 milijonov evrov
2. Darko Horvat, Aktiva Holdings - 190 milijonov  evrov
3. Igor Lah, Megafin - 145 milijonov  evrov
4. Joc Pečečnik, Elektronček Group - 92,5 milijonov  evrov
5. Tomaž Lovše, Diners Club Adriatic - 72,8 milijonov  evrov
6. Igor Akrapovič, Akrapovič  - 70,9 milijonov  evrov
7. Jože Anderlič in družina, Kranjska investicijska družba - 61,3 milijonov  evrov
8. Vladimir Polič in družina, AGB Lab - 51 milijonov  evrov
9. Branko Drobnjak, Borzna hiša Poteza - 47,2 milijonov  evrov
10. Stojan Petrič, Kolektor - 47 milijonov  evrov